# 96205 Арарат
96205 Арарат (1992 ST16, 1977 RO19, 2003 PH3, 96205 Ararat) — астероїд головного поясу, відкритий 24 вересня 1992 року.
Тіссеранів параметр щодо Юпітера — 3,492.